# طرة بخاخ برديس (شلاهي)
طرة بخاخ برديس (بالفارسية: طره بخاخ پردیس) هي منطقة سكنية تقع في إيران في قسم شلاهي الريفي. يقدر عدد سكانها بـ 2,326 نسمة .